# My Little Eye
Pour plus de détails, voir Fiche technique et Distribution.
My Little Eye est un film franco-américano-canado-britannique réalisé par Marc Evans, sorti en 2002.

## Synopsis
Les jeunes Rex, Emma, Charlie, Matt et Danny participent à une variation de Big Brother dans une villa abandonnée dans une région éloignée. S’ils restent dans la maison ensemble pendant six mois, ils gagnent un million de dollars. Si une personne quitte la maison, personne ne reçoit rien. Ils sont constamment filmés par des caméras: tout ce qu’ils font peut être suivi via Internet.
Tout se passe assez normalement, jusqu’à une semaine avant qu’ils ne soient autorisés à quitter la maison. Les colis sont livrés avec un contenu étrange (un pistolet, des briques), un message menaçant est écrit sur la fenêtre et encore plus effrayant. Néanmoins, les prétendants restent convaincus que tout cela fait partie d’un plan du directeur pour les chasser de la maison (le directeur n’a pas à payer la prime). Alors ils restent dans la maison. Les tensions entre les résidents commencent à augmenter à la suite de ces incidents. Le timide Danny est amoureux d’Emma, mais ne sait pas comment l’approcher. Lorsque les sous-vêtements d’Emma sont volés, Danny semble être le coupable (en fait, c’était un complice du réalisateur). Emma se fâche contre Danny. Plus tard, Danny tente de faire amende honorable en lui donnant une figurine faite maison. Quand Emma et Charlie voient la statue, ils trompent Danny avec. C’est la goutte d’eau qui fait déborder le vase pour Danny, peu sûr de lui et malheureux. Le lendemain, les autres résidents retrouvent Danny : il s’est pendu (du moins, c’est ce qu’ils pensent).
La mort soudaine de Danny fait réfléchir Rex. Il recherche sur Internet des données sur l’émission à laquelle ils participent. Il parvient à trouver un site bêta avec beaucoup de difficulté. Ce site ne peut pas être piraté et cela coûte beaucoup d’argent pour être autorisé dessus. Rex dit cela aux autres et arrive à la conclusion que le spectacle doit être illégal. S’ils peuvent aller sur le site Web par hasard, il s’avère qu’ils jouent dans un film de tabac à priser: les gens paient de l’argent pour les voir tués dans la maison et parient même dans quel ordre cela se passe. Cela soulève de sérieuses questions sur le « suicide » de Danny. Il faudra ensuite un autre jour avant qu’ils ne soient autorisés à quitter la maison. Les résidents décident de rester dans la maison un autre jour afin de récupérer leur argent par la suite. Pendant ce temps, ils doivent survivre.
Rex et Emma tirent une fusée éclairante pour demander de l’aide. Pendant ce temps, Matt Charlie lui propose de lui faire un massage (pour l’aider à se détendre). Charlie est d’accord. Quand Matt la masse, il dit soudainement à une caméra: devrais-je l’achever maintenant?. Matt s’avère être un tueur au service du réalisateur : Charlie le remarque trop tard et Matt la tue en la faisant étouffer avec un sac en plastique.
Cette nuit-là, Rex se réveille avec des bruits étranges dans le salon. Rex se dirige vers la pièce et voit que la télévision est allumée et montre des images étranges. Rex est tellement préoccupé par ces images étranges qu’il ne voit pas Matt arriver. Matt l’écrase au crâne avec une hache. Maintenant, il ne reste plus qu’Emma. Matt monte à l’étage, réveille Emma et lui dit que le tueur est dans la maison et qu’ils devraient se cacher. Emma le suit jusqu’au grenier. Là, Matt révèle qu’il est le tueur en question. Avant de pouvoir tuer Emma, cependant, il parvient à s’enfuir.
Puis une voiture de police arrive et vient et vient à la flèche. L’agent entend l’histoire d’Emma et la met en sécurité dans sa voiture alors qu’il entre dans la maison. Puis, cependant, lui et Matt jouent sous un chapeau. Alors qu’Emma est enfermée dans la voiture de police, elle voit Matt s’approcher d’elle. Lorsque l’agent ouvre la porte à Matt, Emma parvient à s’enfuir. Cependant, elle est abattue par le policier et (alors qu’elle est encore en vie) enfermée dans une pièce.
Matt pense que le jeu est terminé maintenant et veut célébrer. Mais le jeu n’est pas encore terminé: Matt lui-même n’a pas encore été tué. Quand il regarde dans la cellule d’Emma, l’officier lui tire une balle dans la tête. L’agent laisse Emma impuissante dans la cellule. Emma ne peut pas s’échapper de la pièce et meurt probablement. Tous les participants n’ont pas survécu au jeu

## Fiche technique
- Titre  : My Little Eye
- Réalisateur : Marc Evans
- Scénario : David Hilton et James Watkins
- Photographie : Hubert Taczanowski
- Montage : Mags Arnold
- Direction artistique : Laura MacNutt
- Costumes : Kate Rose
- Société de production : StudioCanal, Universal Pictures, WT2 Productions, Working Title Films, imX Communications
- Société de distribution : Focus Features (États-Unis), United International Pictures
- Pays de production :  Royaume-Uni,  États-Unis,  France,  Canada
- Tournage : du 6 mars 2001 au 20 avril 2001
- Format : couleur (Technicolor) — 35 mm — 1,85:1 — Son : Dolby Digital
- Genre : drame, horreur, thriller
- Durée : 95 minutes (1 h 35)
- Dates de sortie : 
  - Canada :	10 septembre 2002 (Festival international du film de Toronto) ; 28 septembre 2002 (Festival international du film de Vancouver)
  - Royaume-Uni :4 octobre 2002

## Distribution
- Sean Cw Johnson : Matt
- Kris Lemche : Rex
- Stephen O'Reilly : Danny
- Laura Regan : Emma
- Jennifer Sky : Charlie
- Bradley Cooper : Travis Patterson